# Eodrepanus parallelus
Eodrepanus parallelus är en skalbaggsart som beskrevs av Achille Raffray 1877. Eodrepanus parallelus ingår i släktet Eodrepanus och familjen bladhorningar. Inga underarter finns listade i Catalogue of Life.